# Hohenwürzburg
Hohenwürzburg ist ein Gemeindeteil der Kreisstadt Neustadt an der Aisch im Landkreis Neustadt an der Aisch-Bad Windsheim (Mittelfranken, Bayern). Hohenwürzburg liegt in der Gemarkung Herrnneuses.

## Geografie
Der Ort ist eine Einöde am Rande der großen Waldgebiete (Streitwald, Birkenschlag) im äußersten Osten des Stadtgebiets von Neustadt. Etwas nordwestlich liegt der Galgenweiher, der vom Strahlbach gespeist wird, einem rechten Zufluss der Aisch. Die einzige Zufahrt ist der Anliegerweg von Oberstrahlbach aus (0,7 km westlich).

## Geschichte
Für den Namen Hohenwürzburg sind zwei verschiedene Erklärungen bekannt: Es kann sein, dass er „kräuterreiche Anhöhe“ bedeutet. Es kann auch sein, dass er slawischer Herkunft ist und von „virch“ = „Berg, Gipfel“ bzw. „oben, hoch“ stammt. Dafür spricht die erhöhte Lage über dem Strahlbach-Tal und dass das ganze Gebiet zwischen Main, Regnitz und Steigerwald um das Jahr 1000 auch slawisch besiedelt war („terra sclavorum“).
Der Ort wurde 1568 als „Wurtzburg“ erstmals schriftlich erwähnt.
Gegen Ende des 18. Jahrhunderts gehörte Hohenwürzburg zur Realgemeinde Oberstrahlbach. Das Anwesen hatte das Rittergut Herrnneuses als Grundherrn. Unter der preußischen Verwaltung (1792–1806) des Fürstentums Bayreuth hatte Hohenwürzburg die Hausnummer 15 des Ortes Oberstrahlbach.
Von 1797 bis 1810 unterstand der Ort dem Justizamt Dachsbach und Kammeramt Neustadt. Im Rahmen des Gemeindeedikts wurde Hohenwürzburg dem 1811 gebildeten Steuerdistrikt Herrnneuses und der 1813 gegründeten Ruralgemeinde Herrnneuses zugeordnet. Am 1. Januar 1972 wurde Hohenwürzburg im Zuge der Gebietsreform in Bayern nach Neustadt an der Aisch eingemeindet.

## Einwohnerentwicklung
| Jahr      | 001818 | 001840 | 001861 | 001871 | 001885 | 001900 | 001925 | 001950 | 001961 | 001970 | 001987 |
| Einwohner | 8      | 8      | 6      | 11     | 5      | 4      | 3      | 4      | 2      | 5      | 5      |
| Häuser    | 1      | 1      |        |        | 1      | 1      | 1      | 1      | 1      |        | 1      |
| Quelle    | [ 12 ] | [ 13 ] | [ 14 ] | [ 15 ] | [ 16 ] | [ 17 ] | [ 18 ] | [ 19 ] | [ 20 ] | [ 21 ] | [ 1 ]  |

## Religion
Der Ort ist evangelisch-lutherisch geprägt und bis heute nach St. Matthäus (Herrnneuses) gepfarrt, das seit den 1980er Jahren eine Filiale von St. Johannes der Täufer (Neustadt an der Aisch) ist. Die Katholiken sind nach St. Johannis Enthauptung (Neustadt an der Aisch) gepfarrt.